# Achalinus werneri
Espèce
Synonymes
- Achalinus loochoensis Thompson, 1912

Statut de conservation UICN

 NT  : Quasi menacé
Achalinus werneri est une espèce de serpents de la famille des Xenodermatidae.

## Répartition
Cette espèce est endémique de l'archipel Nansei au Japon. Elle se rencontre sur Amamioshima, Edakutejima, Tokunoshima et Okinawajima. 

## Étymologie
Cette espèce est nommée en l'honneur de Franz Werner.

## Publication originale
- Van Denburgh, 1912 : Concerning certain species of reptiles and amphibians from China, Japan, the Loo Choo Islands, and Formosa. Proceedings of the California Academy of Sciences, sér. 4, vol. 3, no 10, p. 187-258 (texte intégral).